# 中合
株式会社中合（なかごう、英語: NAKAGO Co.,Ltd.）は、東京都江東区に本社を置き、かつて福島県を中心に百貨店を運営していた企業。1830年（天保元年）創業、1874年（明治7年）11月創立。日本百貨店協会に加盟していた。
福島の老舗百貨店であり、1970年代以降はダイエーグループに属している。2020年8月31日の福島店閉店により全店舗が閉店、146年の歴史に幕を下ろした。
福島市の福島駅前あった福島店の閉店により、福島県内の百貨店は郡山市のうすい百貨店のみとなり、同じく2020年8月31日に西武大津店が閉店した滋賀県とともに、県内に百貨店はあるものの、県庁所在地に百貨店が存在しない県となった。
グループスローガンは「この街と人が好きだから」。本店である福島店（1号館）の外壁には樹木の白い模様があり、福島市の木・ケヤキを象っていた。

## 歴史

### 創業
創業者の中村治朗兵衛家の本家は、近江麻布の製織と行商で巨万の富を成したとされる近江商人・中村治兵衛家である。「三方よし」の原典となる家訓を残した。1874年（明治7年）に三代目中村治郎兵衛（安藤芳兵衛）が福島市荒町に開業した中村呉服店を源流とする。
1884年（明治17年）には東京・日本橋富沢町の問屋街に呉服仕入店として東京店を開業。東京店は1923年（大正12年）9月1日に発生した関東大震災により被災し失われたが、福島店の援助により再建した。東京店は第二次世界大戦終戦後、開店から100年にあたる1984年（昭和59年）に閉店した。
1893年（明治26年）に中村合名会社を設立。1935年（昭和10年）10月に合名会社から株式会社へ改組。その際に、中村合名会社の中と合を取って、新社名を「株式会社中合」とした。社名は専務取締役を勤めた安藤順造の発案とされる。中合の読みは湯桶読みの「なかごう」であり、「ちゅうごう」「ちゅうあい」「なかあい」ではない。
1913年（大正2年）に福島店を荒町から大町へ移転。1938年（昭和13年）に百貨店業を開始。日本百貨店組合（現：一般社団法人日本百貨店協会）に加盟した。

### ダイエーグループ入り
本店である福島店は、創業の地である福島市荒町から移転後、長らく福島市大町にあったが、1973年（昭和48年）10月1日に福島駅前へ移転し、旧店舗の2倍以上に増床した。大町の店舗は移転後に閉鎖していたが、地元商店街からの要望もあり、翌1974年（昭和49年）6月に総合スーパー業態の「中合大町支店」として営業を再開し、愛称を「大町パルク」とした。
しかし、1973年から1974年にかけて発生した第1次オイルショックの影響に加え、駅前進出による建設費等の設備投資の返済、大町パルクの業績不振などで業績不振に陥ったため、1978年（昭和53年）に大手スーパーのダイエーと提携し、ダイエーグループ入りした。一説には、山一證券との仲介が関係していたとされる。
1984年（昭和59年）8月28日、「大町パルク」は赤字増大や店舗老朽化、周辺での再開発事業計画などにより閉店し、店舗の建物は閉店後に解体された。
1998年（平成10年）3月、福島店に隣接する平和ビル（旧「山田百貨店」と「福島ビブレ」跡地）に出店し「中合福島店二番館」として増床した。
中合は2005年12月1日、北海道函館市の棒二森屋と青森県八戸市の三春屋を運営するアドバンスド・デパートメントストアーズオブジャパンを吸収合併した。また同時に、ダイエーを引き受け先として増資を行い、十字屋から山形店の経営権を譲り受けた。
しかし2009年に、中合は会社全体の構造改革の一環として1店舗を閉店する方針を決定し、店舗老朽化による維持費用の増大を理由に会津店の閉店を発表、翌2010年（平成22年）2月28日に閉店した（詳細は中合会津店を参照）。
2010年7月1日には、ダイエー以外の株主が保有していた全株式を無償で取得した上で、取得株式の一部をダイエーに50億円で売却して債務超過を解消し、ダイエーの完全子会社となった。

### 東日本大震災の影響
2011年（平成23年）3月11日14時46分に東日本大震災が発生。福島市は震度5強の揺れに襲われたが、中合福島店では毎月1回避難訓練を行っており、避難訓練の日は毎月11日の開店前としていた。ちょうど3月11日の開店前にも避難訓練を実施していたため、従業員は冷静に避難誘導を行うことができ、天井が落下するなどの被害があったが怪我人は出なかった。地下食品フロアでは従業員の判断で、店内の買い物かごをヘルメット代わりに客に配った。また自家用車以外で来客し鉄道が運休して帰宅困難となった客にはタクシー代を負担するなどした。
震災からわずか3日後の3月14日には、店頭で食料品と生活雑貨の販売を再開。県内の流通が滞り、コンビニエンスストアにも商品が不足していたため、市民の間で口コミで情報が広がり、店頭には商品を求める行列ができた。5日後の3月16日には、福島市内ではスーパーマーケットなどでさえも休業している店が多い中、地下食品フロアと学生服売場の営業を再開。4月の新入学時期を控えて多くの客が制服を買い求めた。3月24日には福島店1号館が営業を再開、その後に続いて2号館も営業再開し、ほぼ通常営業となった。
しかしその後、1998年に増床出店した「中合福島店二番館」は、福島市が実施した耐震診断で震度6強以上の地震で「倒壊や崩壊の危険性が高い」と判定され、耐震基準を満たせなかったことから、2017年（平成29年）8月31日に閉店した。
また同2017年8月30日には、十字屋山形店も営業不振に加え、ビル所有者との耐震改修費などを巡る条件交渉が折り合わなかったため、翌2018年1月末をもって閉店すると発表。2018年（平成30年）1月31日をもって発表どおり閉店した。

### 福島店閉店と会社清算
2019年（平成31年）1月31日には函館市の棒二森屋も閉店した。同2019年（令和元年）11月6日には、青森県八戸市にある中合三春屋の事業を「やまき」へ事業譲渡したため、再び福島県の店舗のみの運営となった。
しかし福島市は宮城県仙台市の商圏にあり、仙台市の百貨店への流出（仙台都市圏へのストロー効果）により福島店への来客は年々減少し赤字が深刻化した上、福島駅東口再開発事業計画に伴う建物取り壊しの影響もあり、2020年（令和2年）8月31日をもって福島店の営業を終了し、これにより中合の店舗は全店閉店となった。
福島店閉店後、再開発地区への再出店は行わず、株式会社中合も清算される予定となっている。

### 辰巳屋ビルの解体
中合福島店が閉店した2020年、福島市は12月15日に中合福島店が入居していた「辰巳屋ビル」の1階と2階を活用して「福島市街なか交流館」をオープンした。
辰巳屋ビルは10階建てで、1階から7階に中合福島店、8階から10階に「ホテル辰巳屋」が入居していたが、ホテルは2019年8月に営業を終了した。再開発ビルの建設に伴い、2022年度（令和4年度）に辰巳屋ビルの解体が開始されるため「街なか交流館」は同年2月28日までの期間限定での開館となった。
「街なか交流館」の1階には、福島市に本社を置くスーパーマーケットのいちいが「いちい街なか店」を出店。福島市がいちいに賃料の一部を補助して支援する。1階は食品スーパー、地元の農産物や特産品を販売する「福島の名産品」、定期開催する「物産展」のエリアに分かれており、中合で行われていた物産展も開催された。翌2021年（令和3年）1月にはモスバーガー街なか店がオープンした。2階は「街なか交流スペース」として、福島市の震災復興を記録した「震災復興パネル展」、福島市出身の作曲家・古関裕而に関する常設展示、多目的スペースの一般貸出を行う。「街なか交流スペース」の運営は、福島市の第三セクターである株式会社福島市まちづくりセンターに委託し、市が業務委託料を支払う。
「震災復興パネル展」は東日本大震災発生から10年の節目に、福島市が「被災県の県都として、支援に対する感謝を表するとともに、復興の軌跡と新たなまちづくりの方向性などを発信し、記憶と教訓を次世代に継承する」ことを目的に開催している。「震災復興パネル展」は、開館日から2022年2月末まで常設展示された。
2022年（令和4年）2月28日、旧中合福島店の空きビル内にあった福島市街なか交流館は閉館し、スーパーいちい街なか店も閉店となった。辰巳屋ビルの解体に伴い「福島市街なか交流館」は2022年春に駅前通りの向かいにある商業ビル「メディア・シティ・エスタ」の地下1階に移転することが決まった。
2022年4月30日、JR福島駅東口前のエスタビル地下1階に市民交流スペース「街なか交流館」は移転オープンした。

## 年表
- 1830年（天保元年） - 創業[1]。近江国神崎郡南五個荘村大字石馬寺の二代目中村治郎兵衛が太物行商を始める[43]。
- 1874年（明治7年） - 三代目中村治郎兵衛（安藤芳兵衛）が舟問屋・上総屋幸右衛門の支援を受け福島市荒町に中村呉服店を開業[44]。正札販売実施[45]。
- 1884年（明治17年） - 東京・日本橋富沢町の問屋街に、呉服の仕入店として東京店を開く[16]。
- 1893年（明治26年） - 中村合名会社設立[19]。代表取締役に中村鹿太郎（治郎兵衛の長男）就任。東京店（仕入店）支配人に安藤與惣次郎（治郎兵衛の次男）就任[46]。
- 1913年（大正2年） - 福島店を荒町から大町へ移転する[1]。初代社長に中村英太郎、専務取締役に安藤順造、取締役に中村堅一郎・中村外三郎、監査役に中村吉治・安藤賢吾が各就任[47]。荒町の店舗跡地は、日産プリンス福島販売となっている。
- 1923年（大正12年）9月1日 - 関東大震災により東京店が被災・消失するが、福島店の援助により再建[17]。
- 1935年（昭和10年）10月 - 株式会社に改組[1]。初代社長に中村英太郎就任。専務取締役に安藤順造、取締役に中村堅一郎・中村外三郎、監査役に中村吉治・安藤賢吾が各就任[48]。
- 1938年（昭和13年） - 百貨店業発足[21]。日本百貨店組合（現在の日本百貨店協会）に加盟[5]。
- 1951年（昭和26年） - 安藤順造が2代目社長に就任。専務取締役に安藤賢吾、常務に中村堅一郎が就任[49]。
- 1953年（昭和28年） - 「とびきり市」「はんぱ市」が始まる[50]
- 1954年（昭和29年） - 東北地方初の百貨店友の会「中合友の会」が発足[50]。
- 1956年（昭和31年） - 大町旧店舗第一次増築完成（地下1階・地上4階建て）[51]。
- 1956年（昭和31年） - 大町旧店舗第二次増築完成（地上5階建てに増築）。エスカレーターと屋上遊園地が設置[52]。
- 1961年（昭和36年）1月 - 「中合ミサイルタワー」完成[23]。
- 1966年（昭和41年） - 「京都老舗めぐり」（現在の「京の老舗めぐり」）初開催[53]。
- 1973年（昭和48年）10月1日 - 福島市大町から福島駅前（現在地）に移転し、旧店舗の2倍以上に増床[21]。大町の店舗は、「大町パルク」となる。
- 1976年（昭和51年）2月5日 - 福島駅構内で発生した火災の消火活動中に貨車から大量の亜硫酸ガスが発生し、中合福島店の店内にも流入して店員らがのどの痛みを訴えるなどの被害が出る[54]。
- 1978年（昭和53年） - 福島駅前進出に伴う建設費等の設備投資の返済や大町パルクの業績不振、第1次オイルショックの影響を受け、業績不振に陥り、大手スーパー・ダイエーと提携、ダイエーグループ入り。一説には、山一證券との仲介が関係していたとされる[24]。
- 1984年（昭和59年） - 旧店舗「大町パルク」と東京店が閉鎖[18]。
- 1993年（平成5年）9月 - 株式会社会津中合と合併[1]。
- 1994年（平成6年）9月 - 株式会社清水屋と合併[1]。
- 1998年（平成10年）3月 - 隣にあった「福島ビブレ」（元：山田百貨店→ダックシティ。後にさくら野百貨店に改称後、閉店）の移転により、同ビルを「中合福島店・2番館」としてオープン[26]。
- 2005年（平成17年）12月1日 - 棒二森屋と三春屋を運営するアドバンスド・デパートメントストアーズオブジャパンを吸収合併すると共に、十字屋から山形店の営業権を譲り受ける。6店体制[27]。また、これと同時にダイエーを引き受け先として増資[28]。
- 2008年（平成20年） - 中合福島店ビル外壁の駅改札側の角に大型ビジョンが設置される[要出典]。
- 2010年（平成22年）
  - 2月28日 - 会津店が閉店[31]。
  - 3月3日 - 旧会津店の近くに、歳暮等のカタログ販売を取り扱う中合福島店会津営業所が開設[31]。
  - 7月1日 - ダイエー以外の株主が保有していた株式を全て無償で取得した上で、取得した株式の一部をダイエーに50億円で売却して債務超過を解消し、ダイエーの完全子会社となる[28]。
- 2011年（平成23年）3月11日 - 東日本大震災が発生。福島市内の店舗が大きな被害を受ける。
- 2012年（平成24年）
  - 2月29日 - 清水屋店がこの日をもって営業終了[55][56]。
  - 3月1日 - 清水屋店は3月4日まで営業休止、ほとんどの既存テナントと契約し直し、ビル管理会社が営業を引き継ぐ[57]。
  - 3月5日 - 中合との合併前の店名の「マリーン5清水屋」として営業再開[57]。
  - 3月23日 - マリーン5清水屋がリニューアルしてプレオープン[57]。
  - 10月3日 - 若者ブランドや書店の出店など、順次改装を行った上で「マリーン5清水屋」がグランドオープン。
- 2013年（平成25年）10月 - 中合福島店会津営業所が中合サテライトショップ会津として新装開店[1]。
- 2017年（平成29年）
  - 2月28日 - 同年8月31日をもって「福島店・2番館」を閉店することを発表[26][58]。
  - 8月31日 - 福島店・2番館を閉店[59]
- 2018年（平成30年）1月31日 - 十字屋山形店を閉店。
- 2019年（平成31年・令和元年）
  - 1月31日 - 棒二森屋店を閉店。
  - 11月6日 - 三春屋店を複合商業施設コンサルタントの「やまき」へ事業譲渡。
- 2020年（令和2年）
  - 6月30日 - 棒二森屋店閉店後も営業を継続していた棒二森屋函館空港売店の営業を終了。棒二森屋の看板を掲げる店舗が全て消滅。
  - 7月31日 - 中合サテライトショップ会津を閉店[60]。
  - 8月31日 - 福島店を閉店[6][7]。
  - 12月15日 - 福島店が入居していた「辰巳屋ビル」の1階・2階で、福島市が「福島市街なか交流館」をオープン[34]。震災復興パネル展の常設展示などを行う[34][38][39]。
- 2021年 (令和3年)
  - 6月28日 - 本社を東京都江東区の東陽駅前ビル (ダイエー本社と同じ建物) へ移転。
- 2022年（令和4年）
  - 1月31日 - 旧棒二森屋店アネックス館の建物で期間限定で運営していた「函館駅前ビル」を営業終了。これにより店舗の運営からは完全に撤退した。
  - 2月28日 - 福島駅東口再開発により辰巳屋ビルは解体されることになり市民交流スペース「街なか交流館」が移転のため閉館[42]、スーパーいちい街なか店も閉店[40]。

## 展開していた店舗
- 中合福島店（福島県福島市）[1]

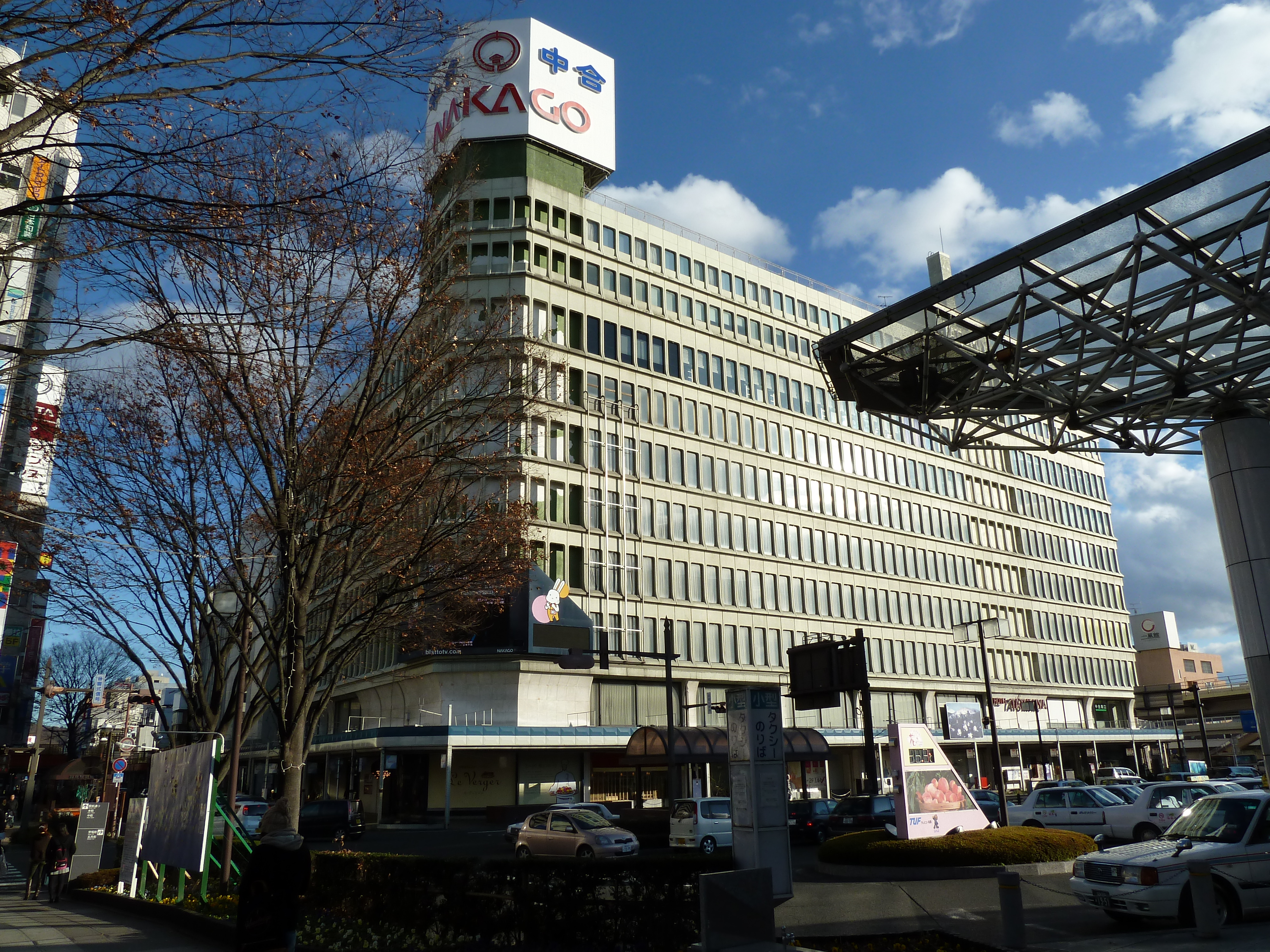
中合福島店（一番館）

- （旧）福島店→中合大町支店（大町パルク）（福島県福島市大町、1913年（大正2年）開店 - 1984年（昭和59年）8月28日閉店[25]、旧店舗）
  - 地上5階建て、地下1階[22]。
  - 1913年（大正2年）に、呉服店として荒町から移転開業[47]。1938年（昭和13年）に百貨店として増改築[61]。1956年（昭和31年）から1963年（昭和38年）にかけて増築を繰り返し[52]、1961年（昭和36年）1月には「中合ミサイルタワー」が設置された[23]。
  - 福島駅前へ店舗移転後閉鎖していたものの、地元商店街からの要望もあり、1974年（昭和49年）6月には、総合スーパー業態として「中合大町支店」（愛称「大町パルク」）が開店[22][23]。その際に3階から5階は一時閉鎖された[62]が、後に3階と4階も売り場として再開した[22]。
  - 1984年（昭和59年）当時、年商15億円だったものの、累計赤字がかさみ、採算が合わなくなったこと。また、店内の老朽化に伴い改修費を見積もったところ高額になったことや、周囲の再開発が浮上したため、「大町パルク」を閉鎖することを決定[22]。1984年（昭和59年）8月28日に閉店し、荒町から移転以来53年の歴史に幕を下ろした[25]。
  - 閉鎖・解体後、1995年3月に「三共福島ビル」が竣工。「ホテルサンルートプラザ福島」を経て、2017年12月1日から「HOTEL SANKYO FUKUSHIMA」として営業している。
- 東京店（日本橋富沢町、1884年（明治17年）開店[16] - 1984年（昭和59年）閉店[18]、卸仕入店舗）
  - 当時の荒町の店舗で火災で消失した影響を受け[63]、東京方面へ呉服の仕入れの活路を見出す一環で、繊維問屋街と成していた日本橋の富沢町に呉服等の卸仕入店として開店[16]。実店舗ではなかった。
  - 東京店は、関東大震災[17]や太平洋戦争[64]で2度ほど焼失した。
  - 開店から100年にあたる1984年に閉鎖された[18]。
- 中合会津店（福島県会津若松市、2010年（平成22年）2月28日閉店、2013年（平成25年）に解体。（旧）若松デパート→会津中合）。
  - 閉店後は小規模店舗・「サテライトショップ会津」として福島店の分店扱いで営業していたが、2020年7月末閉店。
- 清水屋店（山形県酒田市 - 2012年（平成24年）2月29日閉店）
  - ビルを所有する株式会社マリーン5が運営を引き継ぎ、2012年3月5日より「マリーン5清水屋」として運営[57]〔北緯38度54分59秒 東経139度50分11秒 / 北緯38.91639度 東経139.83639度〕。業績悪化から2021年7月15日に閉店[65]。
- 福島店ニ番館（1998年（平成10年）3月1日開店 - 2017年（平成29年）8月31日閉店）
  - 隣接していた平和ビルのファッションビルの「福島ビブレ」（旧・山田百貨店）の移転跡に1998年（平成10年）3月に出店し、「福島店・2番館」として紳士服や食品などの売り場を開設した[26]。
  - しかし福島市が実施した耐震診断で、震度6強以上の地震で「倒壊や崩壊の危険性が高い」と判定され[26]、2015年（平成27年）ごろから耐震補強の交渉を行ったが[26]、耐震工事に伴う休業での売上減の影響を「中合」が懸念し[58]、ビル所有者の「平和ビル」側は中合から長期の賃貸借契約を得られなかったことで改修費用の借入が困難と判断したため[58]、2017年（平成29年）2月28日に「福島店ニ番館」を閉店することが発表され[26][58]、同年8月31日に閉店した[66]。
- 十字屋山形店（山形県山形市、2018年（平成30年）1月31日閉店）
- 棒二森屋店（北海道函館市、2019年（平成31年）1月31日閉店）[1]
- 三春屋店（青森県八戸市、2019年（令和元年）11月6日に「やまき」に営業譲渡し、2022年（令和4年）4月10日閉店）[1][67]
- 函館駅前ビル (北海道函館市、2019年 (平成31年) 2月8日開店、2022年 (令和4年) 1月31日閉店)
  - 耐震性などに問題のなかった旧棒二森屋店アネックス館の建物を活用し、再開発までの3年間の期間限定という条件で開店したテナントビル。旧棒二森屋店時代から継続して出店するテナントに加え、新規出店のテナントも入居していた。なお中合の直営売り場は設けられておらず、中合は施設の管理・運営のみを行っていた。

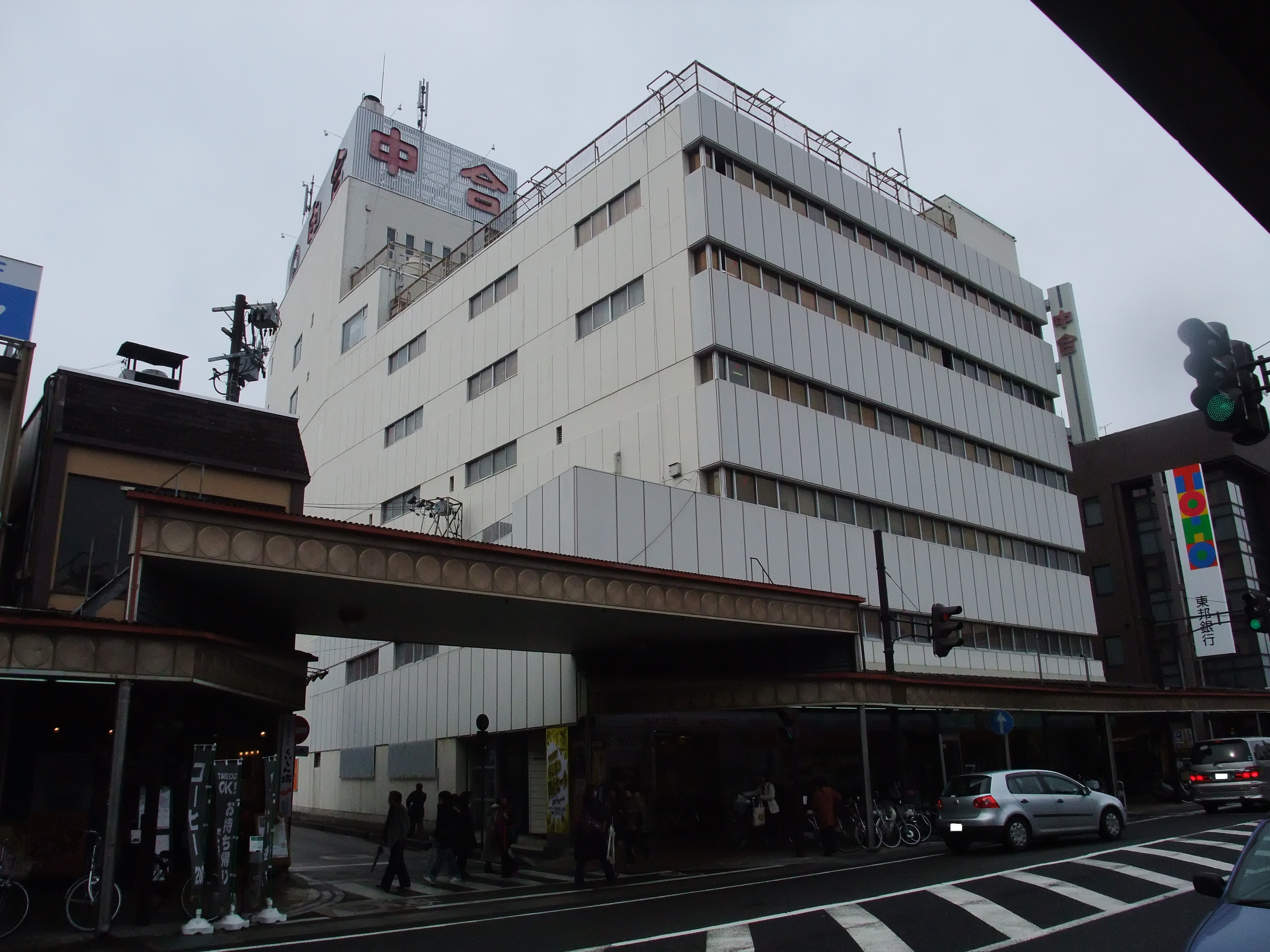
中合会津店
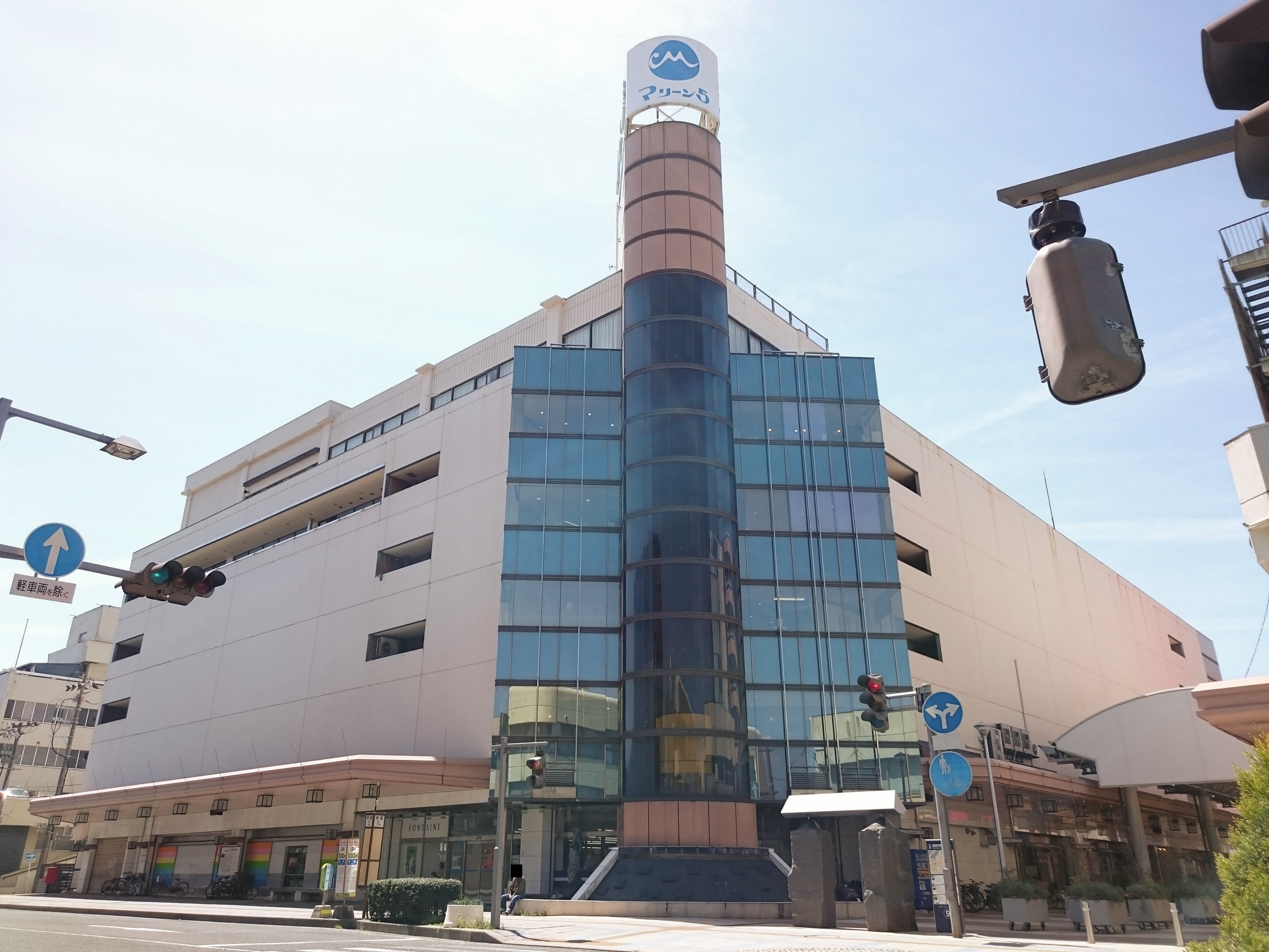
中合清水屋店（2019年4月）
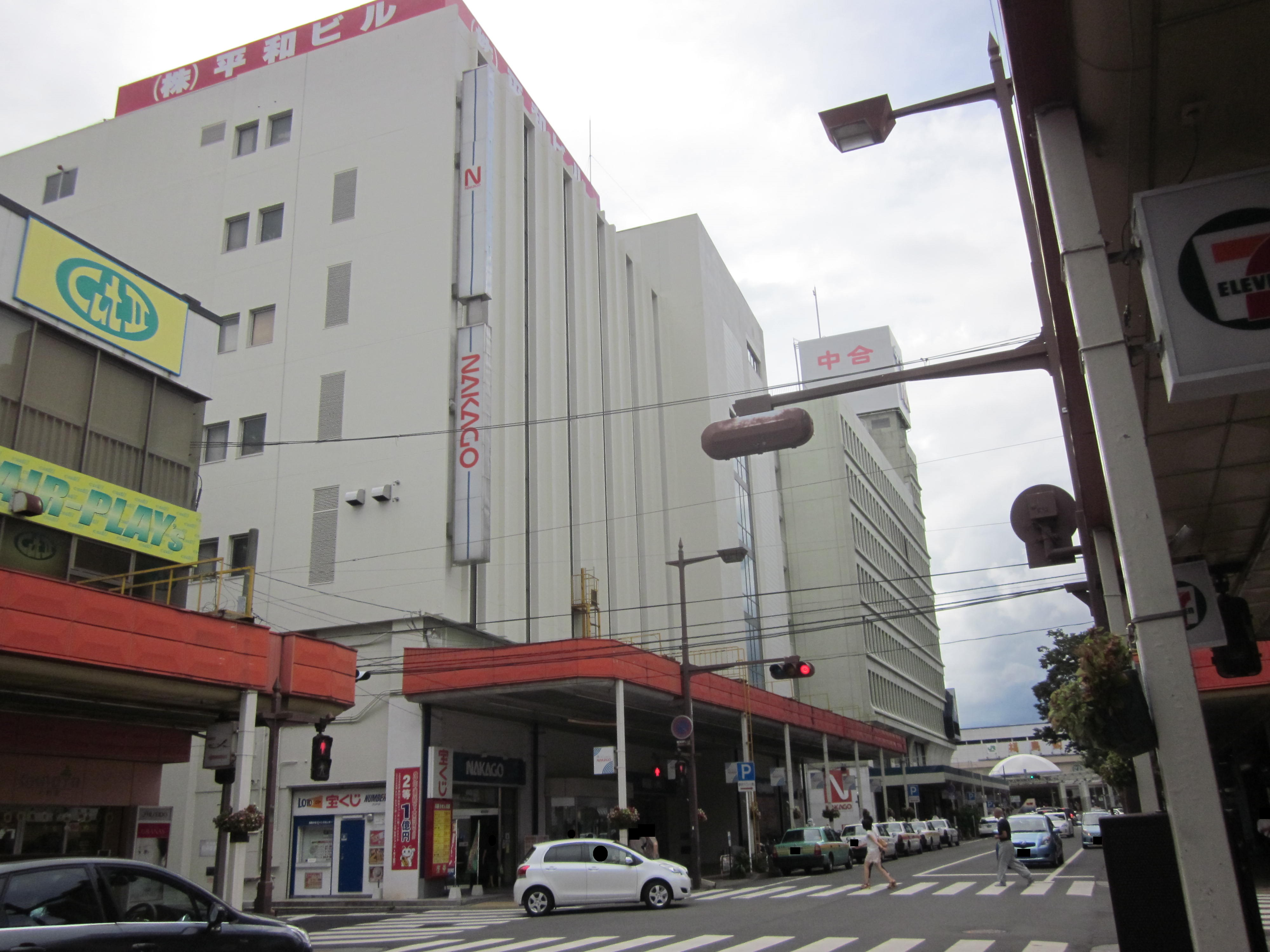
福島店二番館（2012年9月）
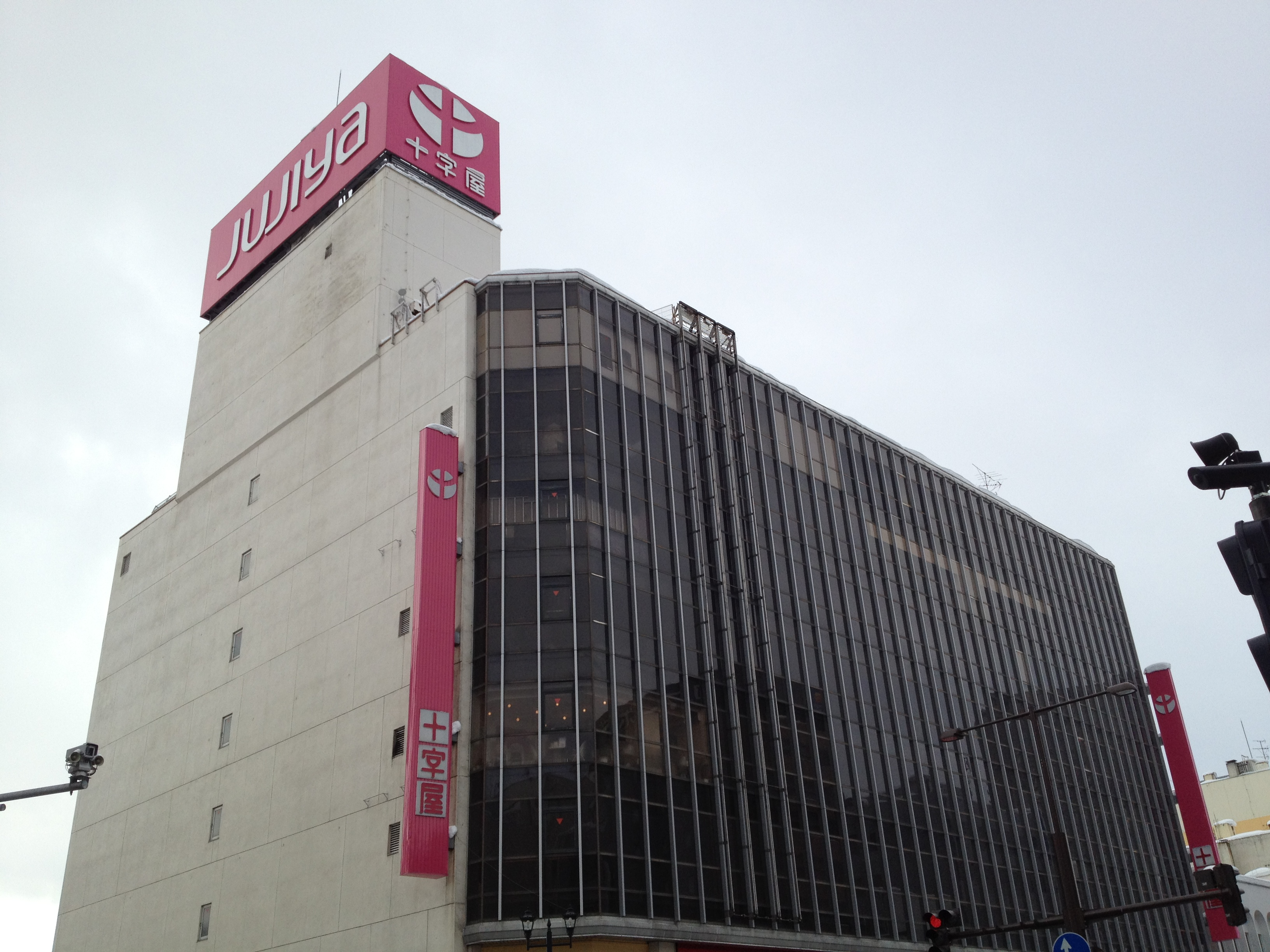
十字屋山形店
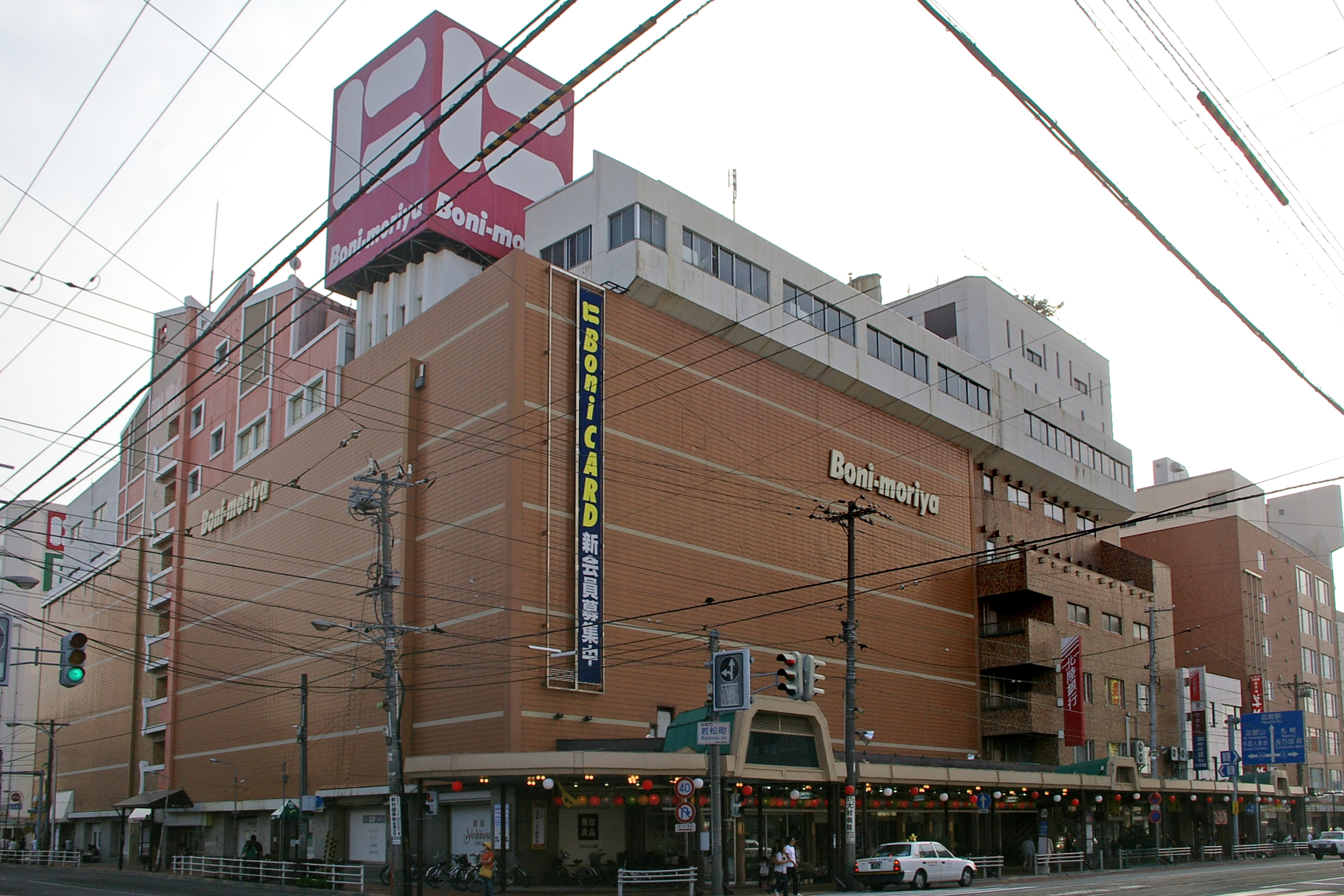
棒二森屋店 本館
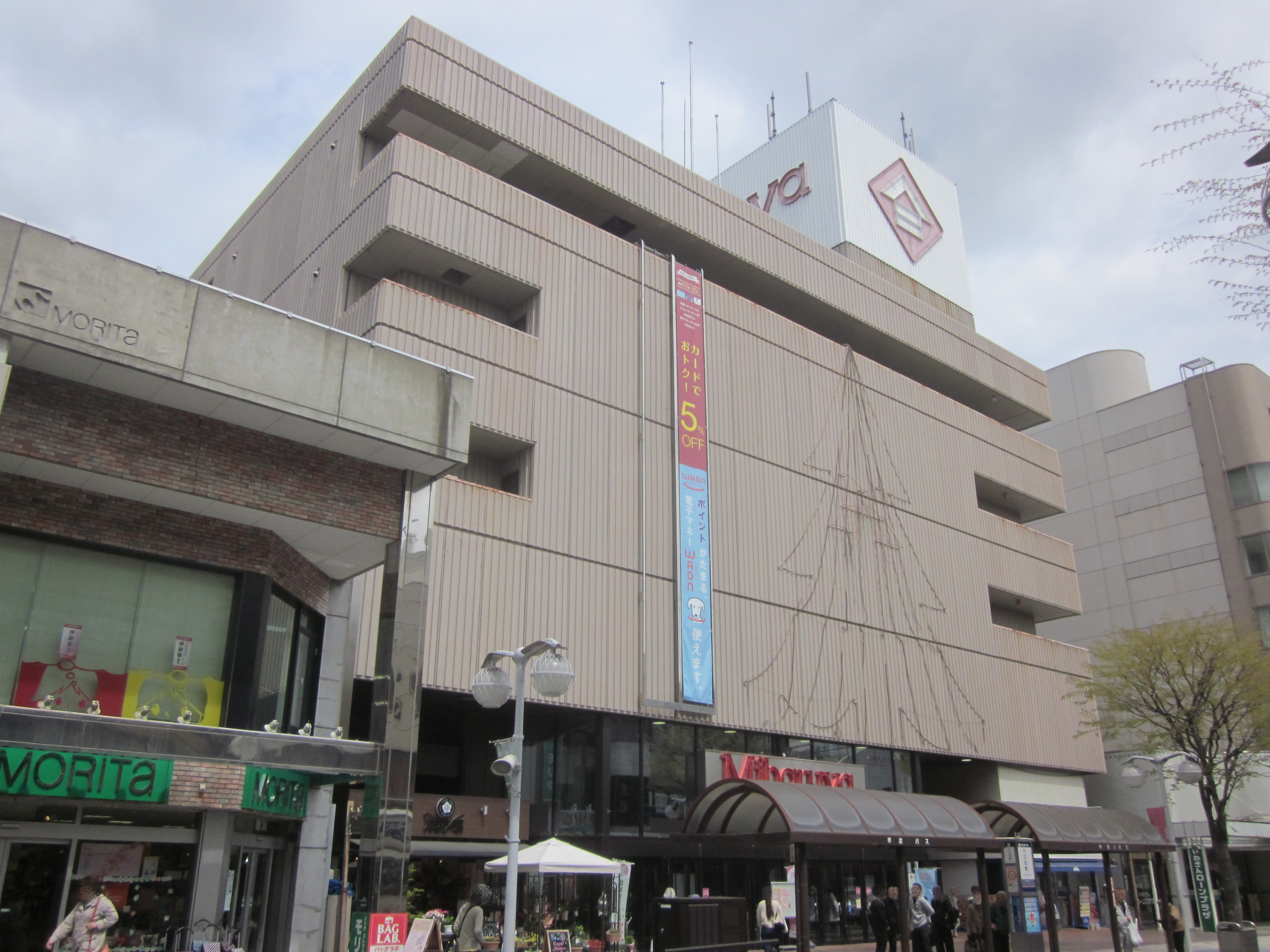
三春屋店（2017年5月）